# لويس فرناندو موسكيرا
لويس فرناندو موسكيرا (بالإسبانية: Luis Fernando Mosquera)‏ هو لاعب كرة قدم كولومبي في مركز الوسط، ولد في 17 أغسطس 1986 في بوينافينتورا في كولومبيا. شارك مع منتخب كولومبيا لكرة القدم. أما مع النوادي، فقد لعب مع أتلتيكو ناسيونال وإنديبندينتي ميديلين وإنديبنديينتي سانتا في وديبورتيس كوينديو وديبورتيفو كالي وريال مدريد ونادي تشياباس.

## وصلات خارجية
- لويس فرناندو موسكيرا على موقع قاعدة بيانات كرة القدم.إي يو (الإنجليزية)
- لويس فرناندو موسكيرا على موقع ناشيونال فوتبول تيمز (الإنجليزية)
- لويس فرناندو موسكيرا على موقع Soccerway.com (الإنجليزية)